# Albert Sauer
Albert Sauer (ur. 17 sierpnia 1898 w Międzyzdrojach, zm. 3 maja 1945 w Falkensee) – niemiecki zbrodniarz wojenny, komendant obozów koncentracyjnych Mauthausen-Gusen i Kaiserwald oraz SS-Sturmbannführer. W marcu 1945 zastępował także czasowo – na stanowisku komendanta Ravensbrück – Fritza Suhrena.

## Życiorys
Członek SS (nr 19180) i NSDAP (nr 862698). Służbę obozową rozpoczął w Sachsenhausen w 1937. Był pierwszym komendantem obozu koncentracyjnego Mauthausen-Gusen od sierpnia 1938 do lutego 1939.
Od listopada 1939 do stycznia 1940 był komendantem obozu przesiedleńczego na Głównej w Poznaniu. W 1940 Sauer objął funkcję komendanta „Centralnego obozu przesiedleńczego” (niem. Durchgangslager I der Umwandererzentralstelle Posen, Dienststelle Litzmannstadt) mieszczącego się w okupowanej Łodzi, w budynkach po dawnej fabryce tkanin B.A. Gliksmana przy ulicy Łąkowej 4 (niem. Wiesenstraße) znajdujących się w obrębie dzisiejszej dzielnicy Polesie.
Następnie pełnił funkcję kierownika obozu (Schutzhaftlagerführer) w Sachsenhausen (wrzesień 1942 – kwiecień 1943). Od 1 października 1943 do 15 października 1944 Sauer był komendantem obozu koncentracyjnego głównie dla wileńskich Żydów Kaiserwald (KL) w okolicach Rygi.
W marcu 1945 pełnił tymczasowo funkcję komendanta Ravensbrück, gdyż Fritza Suhrena oddelegowano do likwidacji różnych pomniejszych podobozów.
Sauer zginął 3 maja 1945, zastrzelony przez amerykańskich żołnierzy podczas próby ucieczki.